# خشونة السطح

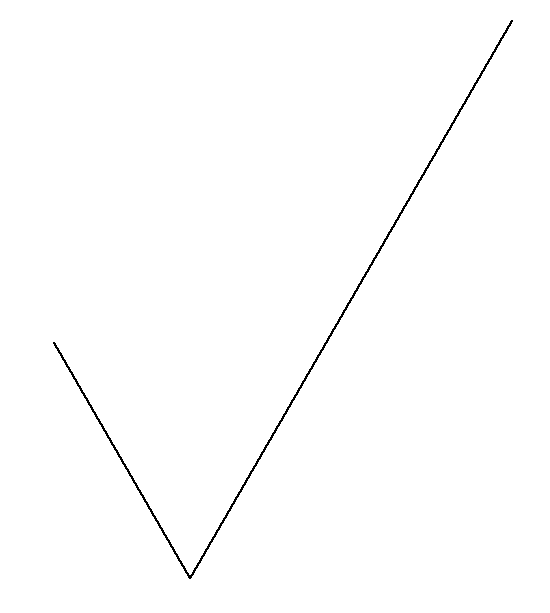
رمز خشونة السطح

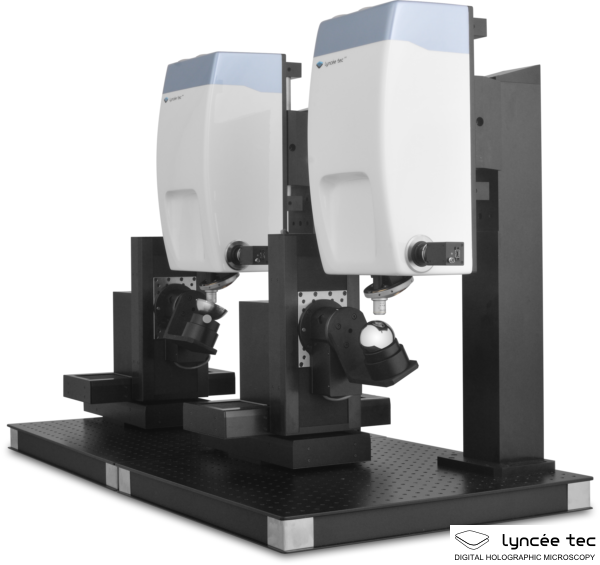
جهاز لقياس خشونة السطح

خشونة السطح  (أو الخشونة) هي وصف فيزيائي في علم السطوح يعبر عن خاصة من خواص قوام سطح لمادة ما، والتي يمكن أن يعبر عنها كمياً يمقدار انزياح ناظم سطح في حالته الحقيقية المقيسة عن حالته المثالية النظرية.
يمكن من جهة أخرى أن توفر النتائج المستحصلة من الهندسة الكسيرية بيانات عن خشونة السطح، مثل اليبيانات المتوفرة من ميكانيكا التلامس، أو الاحتكاك.
تلعب الخشونة دورًا مهمًا في تحديد كيفية تفاعل الكائن الحقيقي مع بيئته. في علم الاحتكاك (الترايبولوجي) ، عادةً ما تتآكل الأسطح الخشنة بسرعة أكبر ولها معاملات احتكاك أعلى من الأسطح الملساء. غالبًا ما تكون الخشونة مؤشرًا جيدًا على أداء الجزاء الميكانيكية، نظرًا لأن عدم الانتظام على السطح قد تشكل نواة بدأ ظهورالشقوق أو التآكل. من ناحية أخرى، قد تؤدي الخشونة إلى تعزيز الالتصاق.

## المعايير
يمكن حساب قيمة الخشونة إما على اساس تعريف المظهر السطحي (خط) أو على سطح (منطقة). مقادير خشونة المظهر السطحي تقاس بالرموز  التي تعتبر الأكثر شيوعا  (Ra, Rq, ...).
تعطي عوامل خشونة السطح (Sa ،Sq، ...) قيمًا أكثر أهمية.

### معايير خشونة المظهر السطحي[بحاجة لمصدر]

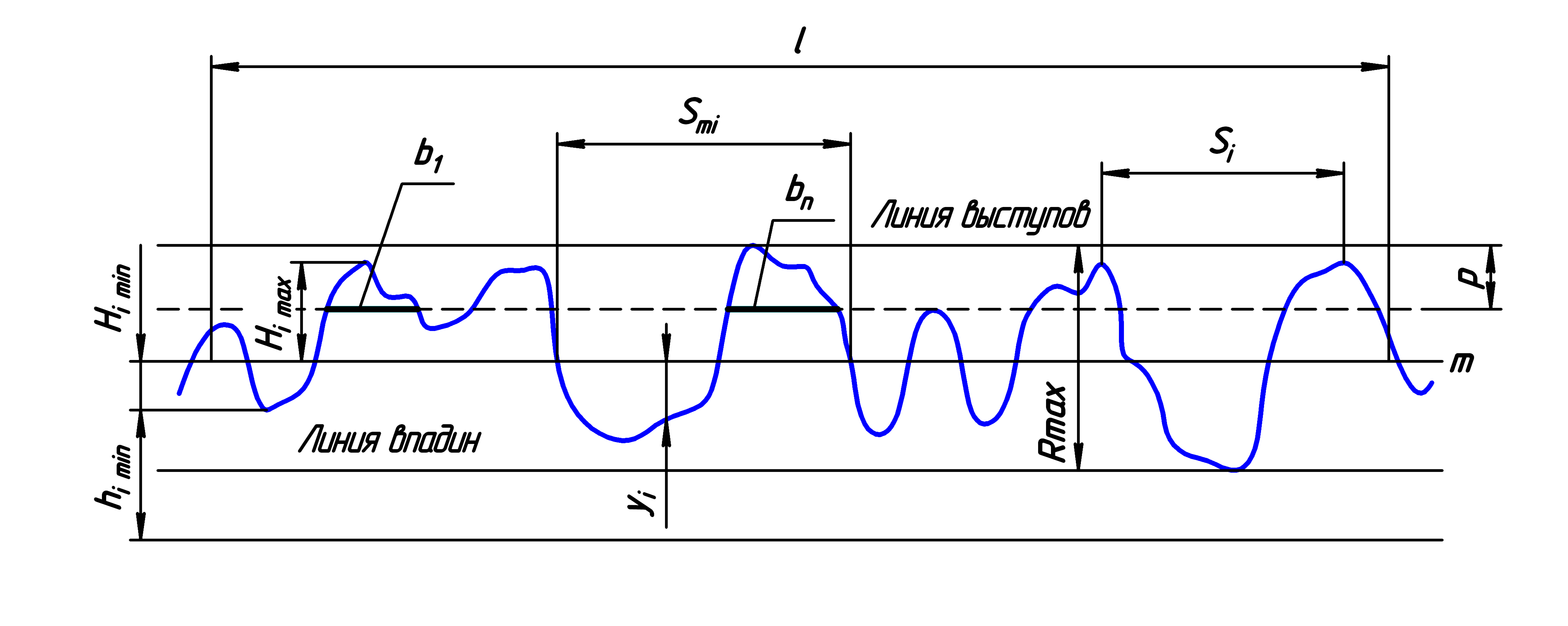
معايير خشونة المظهر السطحي

تم تضمين معايير خشونة المظهر السطحي في المعيار البريطاني BS EN ISO 4287: 2000 ، المتطابقة مع معيار ISO 4287: 1997. [5] يعتمد المعيار على نظام ″ M ″ (الخط المتوسط).
يرجى ملاحظة أن Ra هي وحدة أبعاد يمكن أن تكون ميكرومتر أو ميكروبوصة.